# کاستلورتره سول کالوره
کاستلورتره سول کالوره (به ایتالیایی: Castelvetere sul Calore) یک کومونه در ایتالیا است که در استان آولینو واقع شده‌است.

## خصوصیات
کاستلورتره سول کالوره ۱۷٫۰۶ کیلومترمربع مساحت و ۱٬۷۰۲ نفر جمعیت دارد و ۷۵۰ متر بالاتر از سطح دریا واقع شده‌است.